# 穆特克萨梅尔
穆特克萨梅尔，是西班牙巴伦西亚自治区阿利坎特省的一个市镇。总面积48km2，总人口15558人（2001年），人口密度324人/km2。